# Maison espagnole de Bouvignes-sur-Meuse
La Maison espagnole est une maison d'habitation de style Renaissance néerlandaise, située en Belgique, à Bouvignes-sur-Meuse, une ancienne cité médiévale de la province de Namur, à quelques kilomètres au nord de la ville de Dinant, sur la rive gauche de la Meuse. 
Elle est construite de 1568 à 1578 par un maitre de forges, Gobert Maistrecocq, pour remplacer le château des Comtes détruit en 1554 lors du sac de la ville par les troupes d’Henri II. Elle comporte une remarquable charpente qui culmine à plus de 11 mètres et qui présente une série de croix de Saint-André. Elle accueille un musée depuis 2008, la Maison du patrimoine médiéval mosan.

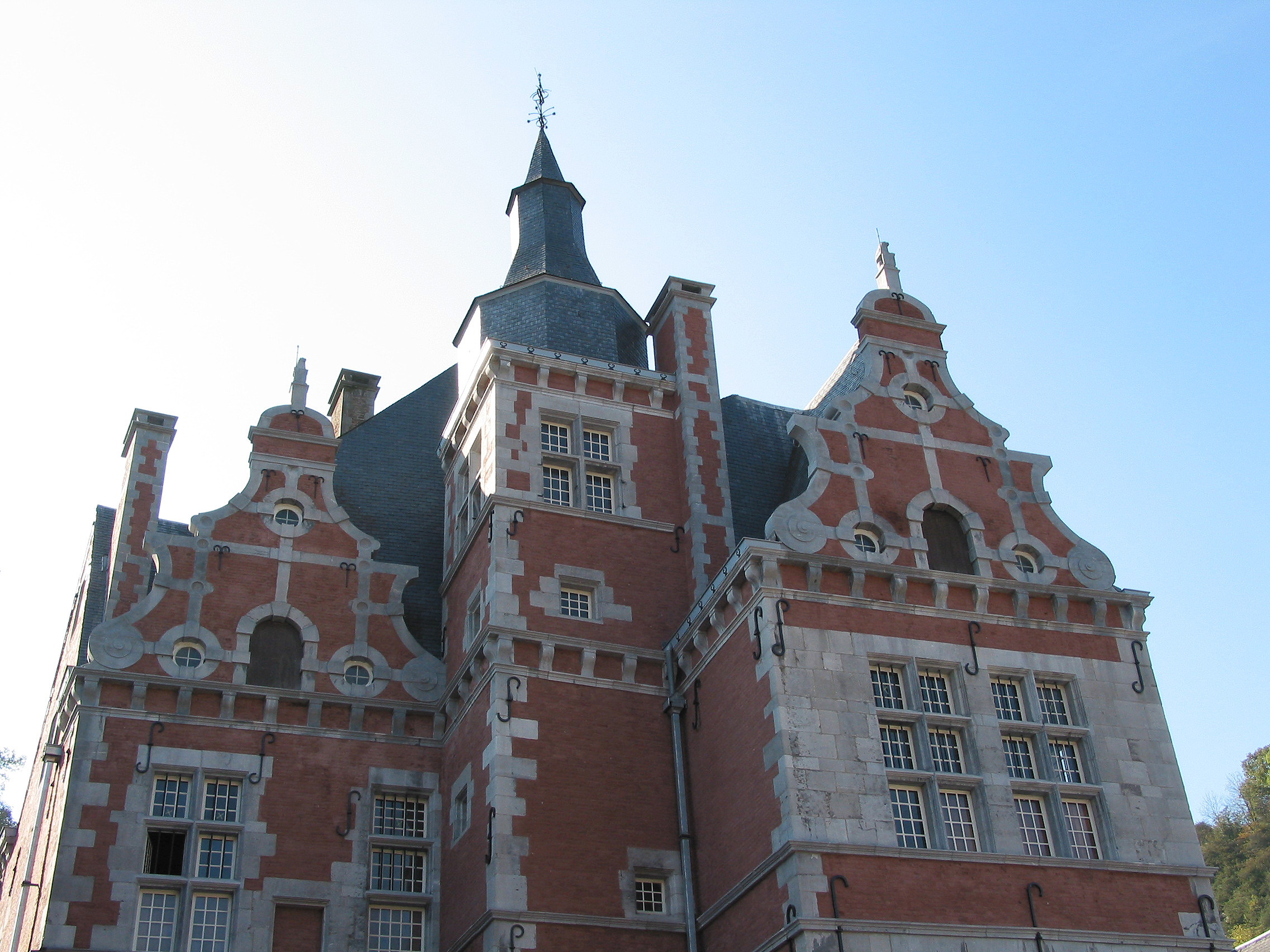
La Maison espagnole de Bouvignes-sur-Meuse.

## Histoire
La Maison espagnole de Bouvignes est construite de 1568 à 1578 sur les caves d’au moins deux maisons médiévales. On réutilise le mur mitoyen avec la maison voisine comme l'attestent plusieurs portes rebouchées. 
La première modification est apportée vers 1620 avec l’ajout de trois pignons Renaissance à volutes d’influence baroque. Un siècle plus tard, un état des lieux établi en vue de la remise en état de l'édifice, rapporte l'état d'abandon et de dégradation avancé que connait la maison à cette époque.
En 1888, l’administration communale de Bouvignes achète la maison pour la transformer en hôtel de ville et école pour garçons. Début XXe siècle, la maison subit de nombreux dégâts de par les guerres et de par les incessant logements de soldats, et connait de nouvelles campagnes de rénovations. La maison est classée en 1948 par la Commission royale des Monuments, Sites et Fouilles de la Région Wallonne. En 1977, on procède à une nouvelle restauration de la toiture. 
Dès 1995 est élaboré un projet de transformation de la maison qui conduit à une dernière restauration, de 2002 à 2007, pour accueillir la Maison du patrimoine médiéval mosan dont l’ouverture est prévue en 2008.

## Matériaux
L'édifice est construit sur un haut soubassement de pierre et alterne des bandeaux de briques avec des cordons de pierre calcaire. Les bandeaux de briques présentent un appareil vertical alternant des assises de panneresses avec des assises de boutisses. Elle fut peut être recouverte de chaux comme cela se faisait souvent à l’époque. Des traces d'enduit sont visibles sur la façade ouest mais on ne peut savoir si ces traces sont d’origine ou postérieures.

## Composition générale
La Maison comporte deux niveaux habitables, un niveau de caves et un niveau de combles. Les deux niveaux habitables présentent la même organisation, une grande salle d'apparat au nord suivie de deux petites salles en enfilade au sud. Le niveau des caves est divisé en plusieurs salles et comporte un puits. Un escalier tournant relie les caves aux greniers. À l'origine la façade Est était précédée d'une courette, abattue au début du XXe siècle.

## Style
La Maison espagnole de Bouvignes-sur-Meuse, bien que gardant un profil gothique, s'insère dans le courant Renaissance hollandaise qui se développe dans les Pays-Bas. Il se caractérise par des maisons hautes et étroites qui alternent des bandes horizontales de pierres avec des rangées de briques et affichent des ouvertures hautes et étroites. Les toits sont généralement couvert d'ardoises et présentent des entrelacs et des volutes dans les pignons.